# 구로다 세이키
구로다 세이키(黒田清輝, 1866년 8월 9일 ~ 1924년 7월 15일)는 일본의 서양화가, 정치인이다. 위계는 정3위. 훈등은 훈2등. 작위는 자작. 통칭은 신타로(新太郎). 본명은 기요테루(清輝, きよてる)이나 화가로서의 이름인 세이키(清輝, せいき)로 많이 불린다. 도쿄 미술학교 교수, 제국미술원 제2대 원장, 귀족원 의원을 역임하였다.

## 생애
사쓰마국 가고시마성하(지금의 가고시마현 가고시마시 히가시센고쿠정) 출신. 사쓰마번사 구로다 기요카네(黒田清兼)의 아들로 태어나 후에 백부 구로다 기요쓰나(黒田清綱, 에도 시대 당시의 통칭은 가에몬(嘉右衛門)) 자작의 양자가 되었다. 1872년 도쿄부로 상경하여 히라카와 학교(平河学校, 지금의 지요다구립 고지정 소학교(千代田区立麹町小学校))에 입학하였다. 후에 루이조제프라파엘 콜랭(Louis-Joseph-Raphaël Collin)의 제자로서 화가가 되어 외광파라는 일본화된 서양화풍으로 충격을 줌. 도쿄미술학교에 서양화과를 설치했다. 김관호 등 대한민국 초기 서양화가들에게 큰 영향을 줌.